# سان سالفاتوري دي فيتاليا
سان سالفاتوري دي فيتاليا (بالإيطالية: San Salvatore di Fitalia)‏ هي بلدية في مقاطعة ميسينا في صقلية الإيطالية.

## السكان
في سنة 1861 بلغ عدد السكان 1٬891 نسمة، وتطور العدد ليصل في سنة 2011 لـ 1٬378 نسمة.
يظهر هذا المخطط البياني تطور النمو السكاني لـ سان سالفاتوري دي فيتاليا